# Ramacastañas
Ramacastañas es una pedanía de Arenas de San Pedro, en la provincia de Ávila, comunidad autónoma de Castilla y León, España. En el año 2012 tenía una población de 358 habitantes. Por la localidad circula el río Ramacastañas, afluente del río Tiétar. El principal atractivo de la localidad son las cuevas del Águila, visitables a lo largo de todo el año y con curiosas formaciones de estalactitas y estalagmitas. Se celebran el día de San Sebastián, el 20 de enero, así como la Virgen del Rosario, la patrona de la localidad, en octubre.

## Historia

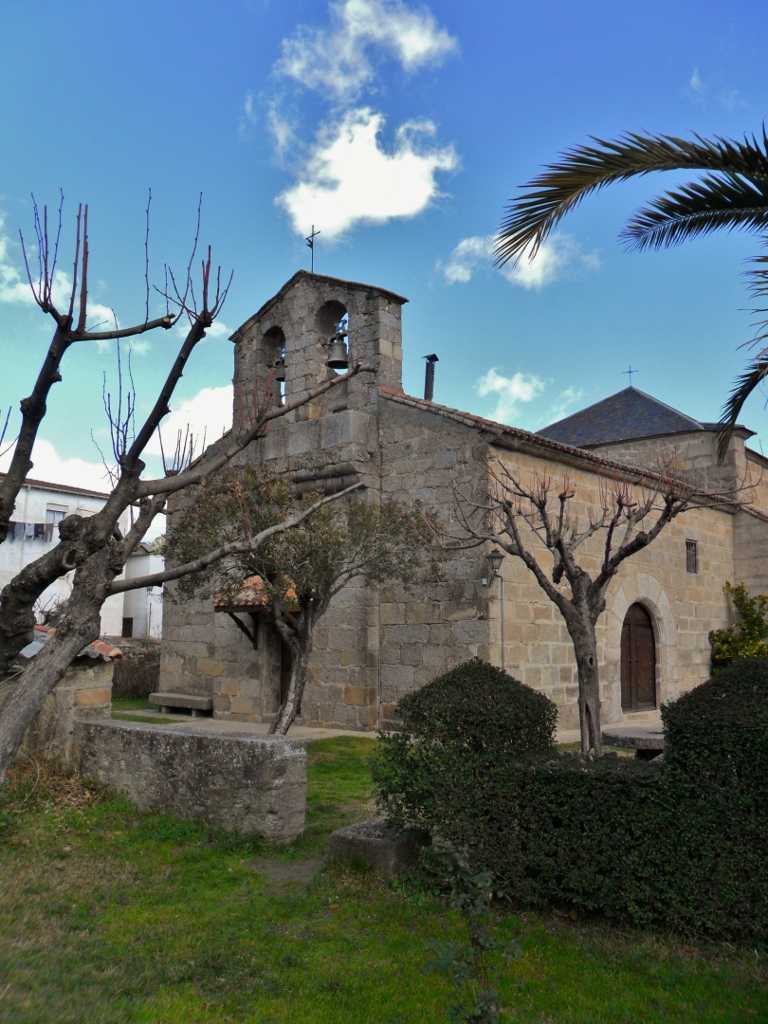
Iglesia de la localidad.

Se han encontrado restos arqueológicos cerca de la localidad que datan de la época romana, de finales del siglo IV a la primera mitad del V, y que podrían evidenciar la presencia de un núcleo habitado cerca de la localidad. Hacia 1430 hay testimonio escrito del puente de la localidad, en aquel entonces de madera, que sería reparado a finales del siglo XVI. En 1465 el rey Enrique IV, por petición de su valido Beltrán de la Cueva, cambió el lugar donde se efectuaba el pago del servicio y montazgo de los ganados que circulaban por la zona de Ramacastañas a Arroyo Castaño, en el término de Mombeltrán.
A finales del siglo XV los Reyes Católicos denominaron a la localidad y al paso a través de ella como «uno de los puertos viejos». En el año 1769 Juan Rulière mencionó el camino entre Ramacastañas y Arenas de San Pedro, expresando la necesidad en él de cierta serie de reformas y construcción de puentes, pues se trataba de «un terreno muy quebrado, lleno de peñascos, barrancos y muchas aguas». En 1771 se procedió a construir un nuevo puente en la localidad, que constaba de dos arcos elípticos con un diámetro de 40 pies y que gozaba de importancia gracias a formar parte de la Cañada Real Leonesa Occidental que atravesaba el puerto del Pico. En 2011 se inauguró en Ramacastañas un nuevo tramo de la carretera CL-501, uniendo Ramacastañas con Candeleda, tras casi 20 años de conflictos y litigios con municipios y colectivos ecologistas.

## Demografía
| Gráfica de evolución demográfica de Ramacastañas entre 2000 y 2012            |
|                                                                               |
| Población (2000-2011) según el nomenclátor de unidades poblacionales del INE. |